# 1st 超ベリーズ
『1st 超ベリーズ』（ファースト ちょうベリーズ）は、Berryz工房の1枚目のアルバム。2004年7月7日、アップフロントワークスのPICCOLO TOWNレーベル（販売元はキングレコード）より発売。

## 概要
初回限定盤と通常盤の2形態での発売。初回限定盤はスリーブケース仕様、ステッカー封入。
2019年5月1日にはタワーレコード限定でアナログ盤の発売が開始された。

## 収録曲
全作詞・作曲：つんく
1. あなたなしでは生きてゆけない [3:58]
編曲：AKIRA
1stシングル。
2. ピリリと行こう! [3:38]
編曲：平田祥一郎
3rdシングル。
3. 日直 〜芸能人の会話〜 [3:20]
編曲：田中直
4. ファイティングポーズはダテじゃない! [3:28]
編曲：高橋諭一
2ndシングル。
5. 恋はひっぱりだこ [4:28]
編曲：鈴木俊介
6. 蝉 [4:20]
編曲：高橋諭一
7. 安心感 [4:19]
編曲：湯浅公一
8. 小遣いUP大作戦 [4:03]
編曲：米光亮
9. TODAY IS MY BIRTHDAY [3:49]
編曲：平田祥一郎
10. Bye Bye またね [4:45]
編曲：小西貴雄
11. あなたなしでは生きてゆけない（FUNKY remix） [4:13]
編曲：田中直
12. Hello!のテーマ（Berryz工房 Version） [2:40]
編曲：田中直